# Pedro de Unamuno
Pedro de Unamuno fue un militar y marino español. Se sabe que ostentó el cargo de general y almirante en una expedición realizada a finales del siglo XVI por orden del virrey de la Nueva España, Álvaro Manrique de Zúñiga (1585-1590). 
Tras los descubrimientos realizados por el fallecido marino Francisco Gali en la expedición de 1584 a las costas de la Alta California, el virrey decidió organizar una nueva expedición para confirmar los informes de Galí. Pedro de Unamuno partió de Filipinas, que en aquellos momentos estaba bajo la jurisdicción del virreinato de Nueva España, en el año 1587 y llegó a la bahía de Monterey en donde se topó con una espesa niebla que hizo más lento su avance en el mar; llegó a pasar por fuera el cabo San Lucas llegando al cabo Corrientes, en las costas de Jalisco, lugar en el que le apercibieron que habían visto pasar una nave con bandera inglesa, la cual se encontraría tal vez cerca de las costas próximas al puerto de Mazatlán. Unamuno apuró su paso y llegó a salvo al puerto de Acapulco, en esa ocasión la niebla le había evitado del ataque del corsario inglés, posiblemente Francis Drake. Tras su viaje aconsejó que se estableciera una colonia en la bahía de Banderas.